# Deszczownia (akwarystyka)
Deszczownia – w akwarystyce jest to element odpowiedzialny za rozbicie na wiele strużek strumienia wody powracającej do akwarium z filtra.

## Budowa
Deszczownia to najczęściej plastikowa rurka z nawierconymi na całej jej długości i w jednej linii otworkami. Jeden z końców deszczowni jest zaślepiony do drugiego jest podłączony wąż, którym powraca do akwarium woda z filtra. Woda z deszczowni wydostaje się przez nawiercone otworki kilkoma lub kilkunastoma równoległymi strużkami.

## Montaż i działanie
Deszczownia ogranicza gwałtowną cyrkulację wody w całej objętości zbiornika powodowaną przez wyrzut wody z filtra jednym silnym strumieniem i tym samym przeciwdziała efektowi pralki (żargon akwarystyczny) ale w zdecydowany sposób poprawia cyrkulację wody przy powierzchni przez co ułatwia wymianę gazową i natlenienie akwarium oraz doskonale przeciwdziała powstawaniu kożucha bakteryjnego.
Jest montowana w poziomie, najczęściej do tylnej szyby akwarium tuż nad powierzchnią wody przy pomocy przyssawek. W zależności od kąta ustawienia wylotów otworków osiąga się różny efekt: od strużek wody opadających prostopadle do lustra wody tuż przy szybie pod samą deszczownią, aż do strużek opadających mniejszym lub większym  łukiem w kierunku środka akwarium. Sposób ustawienia i wypływu wody przekłada się bezpośrednio na siłę strumienia wody i dynamikę wzbudzanej cyrkulacji powierzchni wody. Woda z tak ustawionej deszczowni wydaje charakterystyczny dźwięk podobny do deszczu, z tego powodu jest uciążliwa gdy jest zastosowana w akwarium stojącym w pomieszczeniu sypialnym. Innym mniej popularnym sposobem montażu i ustawienia ale dającym równie dobry efekt cyrkulacji powierzchni wody jest zamontowanie jej tuż pod powierzchnią wody i skierowanie otworków wypływowych prostopadle lub pod kątem w kierunku powierzchni wody. Przy takim montażu można uniknąć kłopotliwego szumu wody.

## Wskazania do zastosowania
Deszczownia doskonale sprawdza się wszędzie tam gdzie trzeba:
- zapobiec powstawaniu kożucha bakteryjnego,
- silnego natlenienia wody,
- ograniczenia gwałtownej cyrkulacji wody spowodowanej przez nadmiarowy system filtracji.

## Przeciwwskazania dla stosowania
Deszczowni nie powinno się stosować w akwariach roślinnych, gdyż rozproszenie strumienia i powodowana przez nie silna cyrkulacja powierzchni wody powoduje gwałtowną utratę dwutlenku węgla CO2, który ulatuje z wody do atmosfery a na którego deficyt akwaria roślinne zazwyczaj cierpią. Ze względu na wydawany dźwięk, stosowanie deszczowni może być uciążliwe w akwariach stojących w pomieszczeniach przeznaczonych na stały pobyt ludzi.